# Hieracium klingrahoolense
Hieracium klingrahoolense es una especie de planta con flor del género Hieracium, de la familia Asteraceae, orden Asterales.

## Distribución
Hieracium klingrahoolense se distribuye por Gran Bretaña.

## Taxonomía
Fue descrita científicamente por W. Scott & R. C. Palmer.
Tratamiento taxonómico
La especie aparece registrada en una sección de la publicación Fl. Gr. Brit. Ireland.